# Larinus turbinatus
Larinus turbinatus es una especie de escarabajo del género Larinus, tribu Lixini, familia Curculionidae. Fue descrita científicamente por Gyllenhal en 1835.
Se distribuye por Países Bajos, Alemania, Francia, Rusia, Estados Unidos, Polonia, Ucrania, Austria, Luxemburgo, Bélgica, Estonia, Dinamarca, España, Suiza, Reino Unido, Italia, Chequia, Grecia, Hungría, Serbia, Bulgaria, Canadá, Finlandia, Lituania, Rumania, Croacia, Portugal, Suecia, Bielorrusia, Georgia, Macedonia del Norte, Eslovaquia, Turquía, Armenia y Eslovenia. La especie se mantiene activa durante todos los meses del año.